# Estação Mairie des Lilas
Mairie des Lilas é uma estação da linha 11 do Metrô de Paris, localizada na comuna de Les Lilas.

## História
A estação foi aberta em 1937.
A comuna de Les Lilas provem do desmembramento da de Romainville em 1868. Sua pequena prefeitura é muito menos famosa do que seu poinçonneur imortalizado pela canção de Serge Gainsbourg Le Poinçonneur des Lilas.
Em 2011, 4 602 681 passageiros entraram nesta estação. Ela viu entrar 4 647 162 passageiros em 2015, o que a coloca na 98ª posição das estações de metrô por sua frequência.

## Serviços aos Passageiros

### Acessos

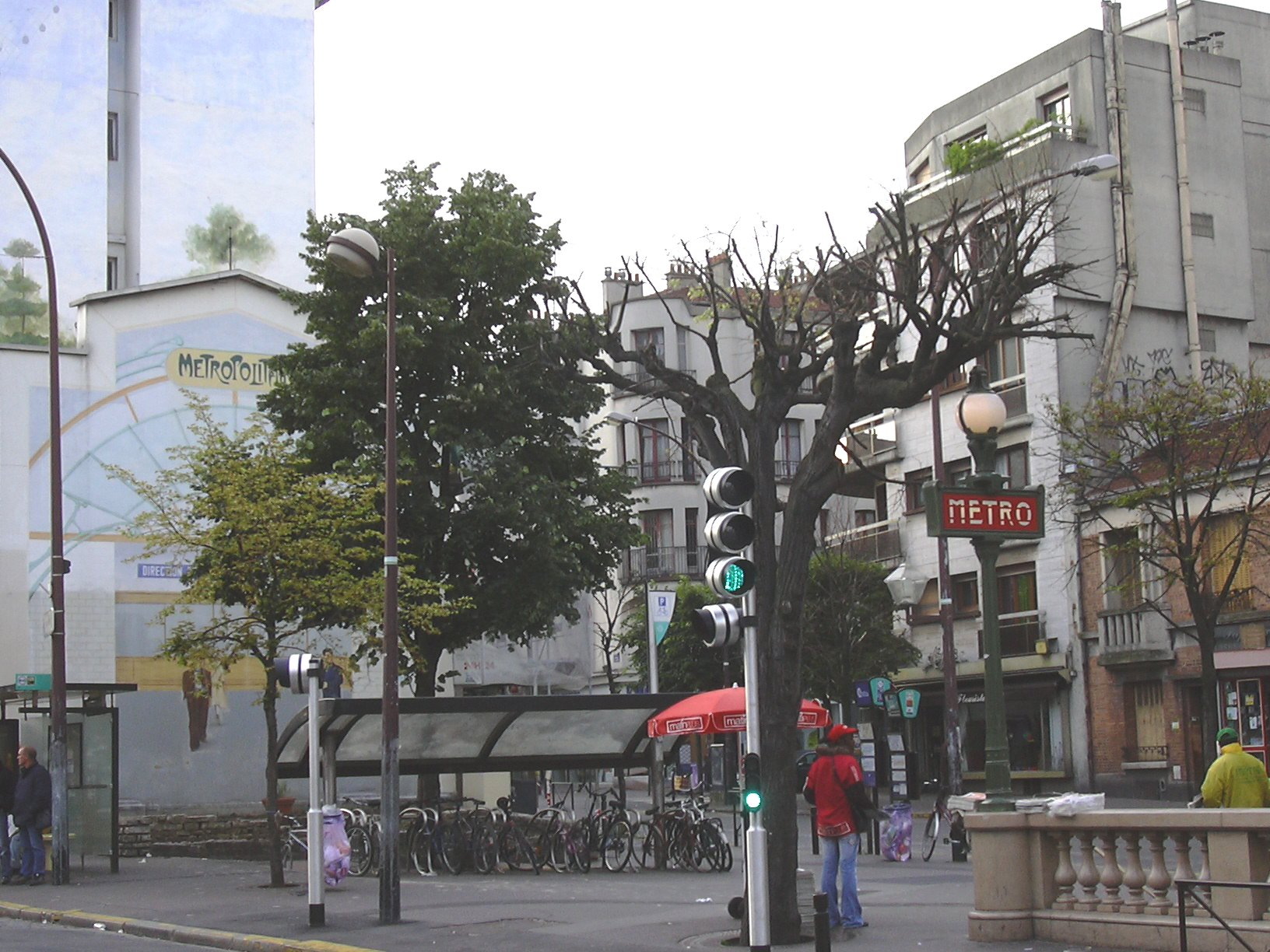
Entrada do metrô.

A estação tem dois acessos que levam à place du Colonel-Fabien.

### Plataformas
Mairie des Lilas é uma estação de configuração padrão: ela possui duas plataformas separadas pelas vias do metrô e a abóbada é elíptica. A decoração é do estilo usado pela maioria das estações de metrô: a faixa de iluminação é branca e arredondada no estilo "Gaudin" da renovação do metro da década de 2000, e as telhas brancas chanfradas recobrem os pés-direitos, a abóbada e o tímpano. Os quadros publicitários são em faiança da cor de mel e o nome da estação também é em faiança. Os assentos são do estilo "Motte" de cor verde e estão presentes em números pequenos e na plataforma com destino para Châtelet unicamente. A estação se distingue pela parte inferior de seus pés-direitos que é vertical e não elíptica. Os acessos estão localizados na extremidade oeste.

### Intermodalidade
A estação é servida pelas linhas 105, 129 e pelo serviço urbano TillBus da rede de ônibus RATP e, à noite, pelas linhas N12 e N23 da rede Noctilien.

## Projetos
No âmbito do projeto de extensão da linha 11, é previsto para criar uma única saída suplementar ligando a extremidade leste das plataformas para o boulevard de la Liberté pelas escadas.
É previsto para tornar a estação acessível às pessoas com mobilidade reduzida. Dois elevadores serão instalados na place du Colonel-Fabien e ligados ao acesso principal, e depois dois elevadores ligarão as plataformas.

## Pontos turísticos
A prefeitura de Les Lilas expõe desde 1922 a pintura "La République", de Jean-Léon Gérôme, cedido pela Cidade de Paris. Esta pintura esteve exposta no Museu de Orsay durante a retrospectiva de 2010 dedicada a este artista.